# Еріх Цюрн
Еріх Цюрн (нім. Erich Zürn; 23 липня 1906, Штутгарт — 9 серпня 1965, Існи-ім-Алльгой) — німецький військовий інженер, капітан-лейтенант-інженер крігсмаріне. Кавалер Лицарського хреста Залізного хреста.

## Біографія
В 1925 році вступив в рейхсмаріне. Служив кочегаром, а з 1930 року — машиністом на важких крейсерах «Кенігсберг» і «Адмірал Гіппер». З серпня 1935 року — старший машиніст підводного човна U-3. З березня 1936 по березень 1938 року — 1-й вахтовий машиніст U-26. В 1937 році взяв участь у поході в іспанські води. З грудня 1939 по липень 1941 року — головний інженер U-48, найуспішнішого підводного човна Другої світової війни, на якому взяв участь у 9 походах (243 дні в морі). З 1 червня 1942 по 31 січня 1944 року — головний інженер 27-ї флотилії підводних човнів.

## Звання
- Оберкочегар (6 липня 1927)
- Кочегар-єфрейтор (1 лютого 1929)
- Машиненмат (1 травня 1930)
- Обермашиненмат (1 травня 1932)
- Машиніст (1 жовтня 1932)
- Обермашиніст (1 квітня 1934)
- Штабсгобермашиніст (1 жовтня 1938)
- Фенріх-інженер (24 березня 1939)
- Оберфенріх-інженер (15 вересня 1939)
- Лейтенант-інженер (1 листопада 1939)
- Оберлейтенант-інженер (1 листопада 1940)
- Капітан-лейтенант-інженер (1 лютого 1942)

## Нагороди
- Медаль «За вислугу років у Вермахті»
  - 4-го класу (4 роки; 2 жовтня 1936)
  - 3-го класу (12 років; 6 січня 1937)
- Німецька імперська відзнака за фізичну підготовку в сріблі
- Іспанський хрест в бронзі (6 червня 1939)
- Залізний хрест
  - 2-го класу (25 лютого 1940)
  - 1-го класу (3 липня 1940)
- Нагрудний знак підводника (20 квітня 1940)
- Лицарський хрест Залізного хреста (23 квітня 1941)